# Кленчани (Підкарпатське воєводство)
Кленчани (пол. Klęczany) — село в Польщі, у гміні Сендзішув-Малопольський Ропчицько-Сендзішовського повіту Підкарпатського воєводства.
Населення — 1495 осіб (2011).
У 1975-1998 роках село належало до Ряшівського воєводства.

## Демографія
Демографічна структура станом на 31 березня 2011 року:
|          | Загалом | Допрацездатний вік | Працездатний вік | Постпрацездатний вік |
| -------- | ------- | ------------------ | ---------------- | -------------------- |
| Чоловіки | 729     | 172                | 470              | 87                   |
| Жінки    | 766     | 165                | 440              | 161                  |
| Разом    | 1495    | 337                | 910              | 248                  |